# Martin Nier
Martin Nier (* 23. April 1901 in Radebeul; † 17. Juli 1971 in Dresden) war ein deutscher Maschinenbauingenieur und Hochschullehrer. 

## Leben und Wirken
Nach dem Schulbesuch studierte Nier und promovierte zum Dr.-Ing. 1957 erfolgte seine Ernennung zum außerordentlichen Professor an der Technischen Hochschule Dresden. Sein Schwerpunkt waren elektrische Messungen mechanischer Größen. Er wurde außerdem Leiter des Elektro-physikalischen Labors.
Bekannt wurde er vor allem als Messtechniker. So nahm er Messungen im Zylinder eines Kfz-Motors bei laufenden Betrieb vor.